# Vinyeta
En el llenguatge del còmic, una vinyeta és el requadre que conté les imatges dibuixades on es desenvolupa la història.
Les vinyetes constitueixen la unitat mínima d'acció seqüencial en el desenvolupament d'un còmic. La seqüència consecutiva de vinyetes aconsegueix articular la narració o el relat de la historieta. En cada canvi de vinyeta es simula la producció d'una variació temporal o espacial, de manera que les seqüències de la narració es van desenvolupant en vinyetes successives.
Els acudits d'humor gràfic que acostumen a ocupar una sola escena de caràcter satíric o humorístic, també s'anomenen vinyetes. Aquestes vinyetes no acostumen a formar part de cap seqüència seriada, com passa en el còmic. D'aqui que el còmic i la historieta es diferencien i es consideren gèneres diferents a l'humor gràfic o el dibuix satíric.

## Aspecte Formal
En el format, les vinyetes acostumen a ser resseguides amb una línia més aviat prima, però també pot ser gruixuda. També pot ser que els límits de les imatges dibuixades conformin una vinyeta, sense haver de resseguir-ne els contorns. En casos d'haver de representar somnis, al·lucinacions, miratges, o l'efecte de drogues o pèrdua de consciència, els límits de les vinyetes es poden representar de forma vacil·lant, en forma de fum, en forma sinuosa, etc. Tot això forma part dels recursos gràfics del còmic.
Molts autors han anat més enllà en la utilització expressiva del llenguatge del cómic trencant l'ús habitual de les vinyetes. En aquests casos, es redefineix el format, el grafisme o la posició de les vinyetes dins l'ordre de lectura de la pàgina. El més important, tot i aquestes trasgressions, és que el lector pugui seguir interpretant els codis gràfics de la historieta.

Per dotar de tensió narrativa la narració, dins les vinyetes s'utilitzen diversos plans: des del detall d'un primer pla, al pla mitjà (personatges enquadrats per la cintura), pla americà (personatges enquadrats a l'alçada dels genolls), pla general (personatges sencers), pla conjunt o vistes panoràmiques.
El contingut de cada vinyeta fa variar-ne les dimensions, de manera que la mida de les vinyetes que contenen primers plans o plans detall, són més petites que les vinyetes que mostren panoràmiques, plans generals o plans de conjunt.

## Els formats de les vinyetes
Les tires còmiques clàssiques acostumen a tenir tres o quatre vinyetes col·locades en sentit horitzontal.
Les pàgines de còmic es divideixen en tantes vinyetes com l'autor necessita per explicar la seva història, marcant el ritme de la narració amb la mida i disposició de cadascuna de les vinyetes. L'ordre de lectura habitual de les vinyetes, és de dalt a baix i d'esquerra dreta.
Durant molts anys també s'han editat còmics en format apaïsat, herència de les pàgines dominicals dels diaris americans, que es publicaven en color i encabien dues o tres sèries en una pàgina del diari. D'aquesta manera, cada sèrie ocupava mitja pàgina o menys, i quan es recopilaven en àlbums, tenien el format apaïsat. És el format de moltes sèries clàssiques com Secret Agent X-9, Johnny Hazard, Mandrake the Magician, o a casa nostra, els llibrets d'Hazañas Bélicas o “El Capitán Trueno”.
En els darrers còmics Manga editats a casa nostra, com que al Japó s'escriu a l'inrevés, l'ordre de lectura de les vinyetes és a la inversa. També els àlbums es comencen a llegir per la pàgina que en una edició accidental seria la darrera.